# Paromalus durangoensis
Paromalus durangoensis är en skalbaggsart som först beskrevs av Thomas Casey 1916.  Paromalus durangoensis ingår i släktet Paromalus och familjen stumpbaggar. Inga underarter finns listade i Catalogue of Life.